# Rosa vågen

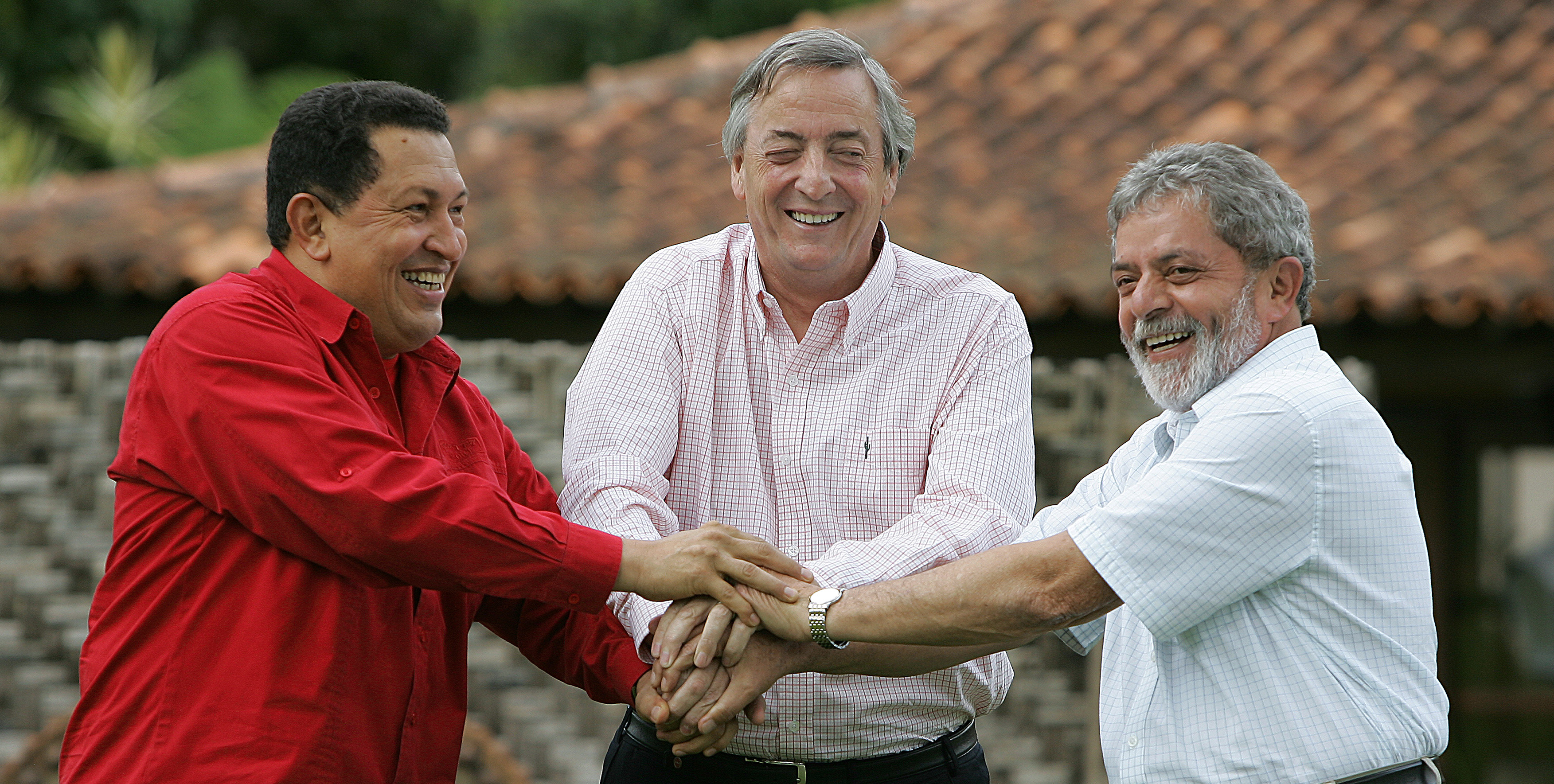
Vänsterpresidenterna kallade "de tre musketörerna" år 2006 – Hugo Chávez (Venezuela), Néstor Kirchner (Argentina) och Lula (Brasilien).

Rosa vågen (spanska: marea rosa, portugisiska: onda rosa, engelska: pink tide), eller vänstersvängen (engelska: turn to left, (spanska: giro a la izquierda, portugisiska: volta à esquerda, franska: tournant à gauche) är en vänsterpolitisk våg i Latinamerikas länder, bort ifrån 1900-talets nyliberala ekonomiska modeller för att förkasta Washington Consensus. Termerna används i samtida politiska analyser i nyhetsmedier för att tala om ekonomiskt eller socialt progressiva steg i Latinamerika. Dessa länder är också medlemmar i São Paulo-forumet, en konferens för vänsterpolitiska partier och andra organisationer i Latinamerika.
Hugo Chávez, Venezuelas president 1998-2013, ledde rosa vågen. Han var, tillsammans med presidenterna Lula av Brasilien (2003-2010, 2023-) och Evo Morales av Bolivia (2006-2019), "de tre musketörerna" av Sydamerikas vänsterrörelse, enligt Cristina Fernández de Kirchner (Argentinas president 2007-2015).
Rosa vågen följdes av den konservativa vågen, ett politiskt fenomen som uppstod i Latinamerika vid början av 2010-talet som en direkt motreaktion till rosa vågen. Vissa författare menar att det rör sig om ett flertal olika rosa vågor, snarare än en enda. Den första vågen inträffade vid slutet av 1990-talet till början av 2000-talet, den andra vågen från sent 2010-tal till idag. Rosa vågen fick en uppgång i Mexiko år 2018, Argentina år 2019 och fastställdes med Bolivia år 2020, Peru, Honduras och Chile år 2021 samt Colombia och Brasilien år 2022.

## Etymologi
Uttrycket "rosa vågen" användes först på engelska, "pink tide", år 2005 av Larry Rohter, reporter för The New York Times i Montevideo. Han förklarade valkampanjen av Tabaré Vázquez (Uruguays president 2005-2010) som en del av en "inte så särskilt röd våg... snarare rosa". Uttrycket tycks vara en lek med ord som bygger på att ersätta rött – färgen förknippad med kommunism – med en mjuk nyans av "rosa" för att indikera de växande krafterna av socialdemokratiska idéer.